# Агинское
Аги́нское (бур. Ага) — посёлок городского типа в Забайкальском крае России.
Административный центр Агинского Бурятского округа как административно-территориальной единицы с особым статусом в Забайкальском крае, Агинского района и городского округа посёлок Агинское.
На уровне административно-территориального устройства населённые пункты включён в Агинский район.
До 2008 года посёлок являлся центром субъекта Российской Федерации — Агинского Бурятского автономного округа.
Население — 16 511 чел. (2021).

## География
Расположен в 153 км к юго-востоку от краевого центра, города Чита, на федеральной автомагистрали А350, на левом берегу реки Аги (левый приток Онона). Ближайшая железнодорожная станция — в 36 км к северо-востоку в пгт Могойтуй.

## Этимология
Название посёлка происходит от названия реки Ага, протекающей преимущественно по Агинской степи. Этимология гидронима, по мнению Е.М. Поспелова, происходит от эвенкийского ага «равнина, степь».

## История
Первое упоминание в русских источниках относится к 1811 году. Появление селения связано с тем, что представители восьми родов хори-бурят перекочевали в Агинскую степь в долины рек Ингоды, Аги и Онона. Постепенно бо́льшая часть их сосредоточилась по реке Аге, богатой пастбищами. С созданием новой административно-территориальной структуры тайшетства необходимо было найти постоянное место пребывания канцелярии главного тайши. Наиболее подходящим оказалось место, занимаемое ныне посёлком Агинским. Здесь появилось несколько юрт: для главного тайши, канцелярии, писаря, делопроизводителя, ямщиков. Вероятной датой основания считается 1780 г.
Путешественник Г. Н. Потанин, проездом посетивший Агинское в 1898 году, в своих записях упомянул: «В Агинскую степную думу мы приехали 15 мая. Агинское селение состоит из двух улиц; в селении до 50 домов. Есть деревянная церковь, здание Степной думы, две школы: улусная и миссионерская — и до 7 торговых лавок, принадлежащих китайцам, есть одна лавочка, в которой торгует бурят…». В отчёте экспедиции Русского географического общества, исследовавшей в 1900 году жизнь и быт населения Агинской степи, указывается, что в Агинском тогда проживал 451 человек. Ежегодно в начале зимы проводились торговые ярмарки, на которые съезжались купцы из Читы, Нерчинска, Маньчжурии.
Важным событием явилось строительство и запуск в эксплуатацию в 1897—1901 годах маньчжурской ветки Транссибирской железной дороги (южный ход ЗабЖД), которая прошла по территории степной Аги в 37 км к востоку от Агинского. Местные жители принимали активное участие в строительстве и .
Степная дума просуществовала до 1903 года. Вместо неё были созданы две волости — Агинская и Цугольская. Вместо родовых управ появились булучные общества.

### Советское время
В советское время Агинское продолжало расширяться. В 1921 году была открыта больница на 10 коек. В 1927 году построен сельский клуб с библиотекой (ныне Дом детского творчества). Через два года в домах появилось радио. В 1930 году вышел первый номер аймачной газеты «Хамтын ажалша». Первых учащихся (в двухэтажном деревянном здании) принял Агинский педагогический техникум. В 1936 году запущена в эксплуатацию паровая мельница за рекой Агой. Через два года построено кирпичное здание под электростанцию.
В годы Великой Отечественной войны Агинское оказывало помощь фронту, были организованы отправки людей, лошадей, тёплой одежды.
С 1965 году начался новый этап развития посёлка. Строились жилые дома, магазины, детсады. Были введены в эксплуатацию маслозавод, электроподстанция, лесхоз, промкомбинат, заготконтора с колбасным цехом. В центре посёлка появились Дом культуры, 16-квартирные дома, комбинат бытового обслуживания, стадион, госбанк, новые корпуса окружной больницы. В западной части — многоквартирные дома, автовокзал, АЗС, здание СПТУ. Был установлен памятник учёному-путешественнику Г. Ц. Цыбикову, разбит Центральный парк-сад, началось озеленение посёлка.

## Современное состояние
В Агинском сосредоточены исполнительная, законодательная, судебная власти округа, подразделения федеральных структур. Посёлок не многоэтажный, с целыми кварталами деревянных одноэтажных домов. В годы 2000-е появилось много административных зданий, Дом спорта, Интернет-центр, гостиницы и рестораны. Созданы памятник легендарному Бабжа-Барас-баатару, пешеходный деревянный мост через реку Агу, арка на въезде, малые архитектурные формы в национальном стиле. Восстанавливается в прежнем архитектурном стиле Свято-Никольский православный храм и комплекс Агинского дацана.
В посёлке работают Дом детского творчества, школа искусств, четыре общеобразовательные школы, гимназия, ФГБОУ ВО «Агинская Буддийская Академия», спортивная школа, семь детских садов и яслей. Многие улицы носят имена жителей посёлка: путешественника Г. Цыбикова, Героя Советского Союза Базара Ринчино, партизана И. Татаурова, писателя Ж. Балданжабона, председателя исполкома Н. Бадмажабэ и др.
Входит в Перечень населенных пунктов Забайкальского края, подверженных угрозе лесных пожаров.

## Население
| 1908    | 1939    | 1959    | 1970    | 1979    | 1989    | 2002    | 2007    |
| ------- | ------- | ------- | ------- | ------- | ------- | ------- | ------- |
| 451     | ↗4556   | ↗6060   | ↗7922   | ↘7821   | ↗9286   | ↗11 717 | ↗13 200 |
| 2009    | 2010    | 2011    | 2012    | 2013    | 2014    | 2015    | 2016    |
| ↗14 394 | ↗15 596 | ↗15 704 | ↗16 232 | ↗16 730 | ↗16 979 | ↗17 496 | ↗17 708 |
| 2017    | 2018    | 2019    | 2020    | 2021    |         |         |         |
| ↗17 943 | ↘17 841 | ↗17 842 | ↗18 096 | ↘16 511 |         |         |         |

### Национальный состав
| Народ     | 1939 год чел.  | 2002 год        | 2010 год чел.  | 2021 год чел.  |
| --------- | -------------- | --------------- | -------------- | -------------- |
| Буряты    | 2437 (53,48 %) | 8228 (70,22 %)  | 11642 (74,3 %) | 12417 (75,47%) |
| Русские   | 2036 (44,68 %) | 3210 (27,39 %)  | 3667 (23,4 %)  | 3759 (22,84%)  |
| Остальные | 83 (7,5 %)     | 279 (2,38 %)    | 287 (1,84 %)   | 235 (1,42%)    |
| Всего     | 4556 (100 %)   | 11717 (49,68 %) | 15596 (100 %)  | 16511 (100%)   |

## Достопримечательности

### Памятник Гомбожабу Цыбикову
На территории Агинского национального музея имени Г. Ц. Цыбикова, стоит памятник Гомбожабу Цыбикову — просветителю, путешественнику и исследователю Центральной Азии и Тибета. На высоком постаменте из камней, символизирующем горы, — огромная гранитная глыба с бронзовым барельефом Цыбикова. На камне выбит маршрут учёного через Кяхту, Ургу, Гоби, Лавран, Гумбум до Лхасы и караван верблюдов. Памятник оформлен в виде отдельно стоящей мраморной плиты с орнаментом — барельефным портретом и надписью: «Гомбожаб Цэбекович Цыбиков. 1873—1930. Выдающийся российский учёный-востоковед, исследователь Центральной Азии и Тибета». Памятник был установлен в 1973 году по случаю столетия со дня рождения учёного. Гранитную глыбу, подобную той, на которой в Гималаях на перевале Найчжи-Ла, потеряв надежду остаться в живых, он оставил надпись-напоминание «25.06.1900. Русский подданный Г. Ц.», отыскали на горе в окрестностях Читы. Мраморную плиту привезли из Саяногорска. Автор барельефа неизвестен.

### Танк Т-34
За сквером школы № 2 на пересечении с улицей, которая носит имя Цыбикова, установлен танк Т-34. На постаменте надпись: «Самоотверженному подвигу агинцев в тылу и на фронтах Великой Отечественной войны». Танковая колонна «Агинский колхозник», построенная на средства трудящихся округа, в составе 64-й гвардейской танковой бригады участвовала в боях под Прохоровкой в июле 1943 года. Сразу за танком здание окружного суда. Через дорогу (ул. Б. Ринчино, 75) — здание типографии, в котором размещаются редакции газет «Агинская правда» и «Толон».

### Свято-Никольский храм
Церковь с колокольней была построена по инициативе П. А. Бадмаева, организовавшего делегацию с прошением к государю императору о закреплении земли под строительство православного храма. С прошением были делегированы М. А. Зубов и крещёный бурят из Цугола, имя которого не установлено. В столице с помощью Петра Бадмаева и графа Юсупова представители Аги были приняты Николаем II. От императора было получено благословение и выделено 10 тысяч рублей. Храм был заложен в 1897 году, строительство закончилось в 1903 году, спустя два года храм был освящён. При церкви была открыта церковно-приходская школа.
Свято-Никольский храм действовал до 1930 года. В начале 1930-х церковь закрыли, были вывезены все иконы и утварь, а священники высланы на поселение в Красноярский край. Кресты и купола были сброшены, колокола сняты и увезены. Опустевший храм оставался таким до 1936 года. В октябре 1937 года постановлением ЦИК Бурят-Монгольской АССР здание храма передали отделу культуры. В том же году была разрушена колокольня и разобран главный купол. В здании была сооружена деревянная сцена и открыт кинотеатр «Ага», позже переименованный в «Октябрь». Кино здесь показывали до 1984 года. После постройки нового кинотеатра здание Свято-Никольского храма передавалось от одной организации к другой. При этом каждое учреждение перестраивало интерьер заново. 26 июня 1991 года решением окружного Совета народных депутатов здание Свято-Никольского храма передано православной общине, образованной за год до этого. После небольшого ремонта в ноябре того же года, в нём вновь начались службы. Полностью восстановлена колокольня, смонтирована главная купольная глава высотой 29 метров.

## Климат
Климат в посёлке Агинское близок умеренно-холодному. По сравнению с зимой, летом гораздо больше осадков. По классификации климатов Кёппена — влажный континентальный климат с сухой зимой и тёплым летом (индекс Dwb).
| Показатель                    | Янв.  | Фев.  | Март  | Апр. | Май  | Июнь | Июль | Авг. | Сен. | Окт. | Нояб. | Дек.  | Год  |
| ----------------------------- | ----- | ----- | ----- | ---- | ---- | ---- | ---- | ---- | ---- | ---- | ----- | ----- | ---- |
| Средний суточный максимум, °C | −15,1 | −11,2 | −1,5  | 8,3  | 17,2 | 23,3 | 24,7 | 22,4 | 16,1 | 6,7  | −5,1  | −13,4 | 6,0  |
| Средний суточный минимум, °C  | −28,9 | −27,6 | −17,6 | −6,8 | 0,5  | 7,3  | 11,5 | 9,1  | 1,8  | −7,2 | −18,5 | −26,1 | −8,5 |
| Норма осадков, мм             | 2     | 3     | 4     | 11   | 26   | 57   | 110  | 78   | 41   | 11   | 5     | 5     | 353  |
| Источник: ВМО                 |       |       |       |      |      |      |      |      |      |      |       |       |      |

| Показатель                                                         | Янв.  | Фев.  | Март  | Апр.  | Май   | Июнь | Июль | Авг. | Сен. | Окт.  | Нояб. | Дек.  | Год   |
| ------------------------------------------------------------------ | ----- | ----- | ----- | ----- | ----- | ---- | ---- | ---- | ---- | ----- | ----- | ----- | ----- |
| Абсолютный максимум, °C                                            | 0,5   | 9,2   | 22,0  | 30,4  | 35,6  | 39,7 | 38,8 | 37,7 | 33,9 | 25,8  | 12,2  | 5,6   | 39,7  |
| Средний суточный максимум, °C                                      | −15,8 | −10,4 | −1,7  | 9,3   | 17,4  | 24,9 | 26,9 | 24,2 | 17,9 | 8,4   | −4,1  | −14,1 | 6,9   |
| Средняя температура, °C                                            | −22,5 | −18,5 | −9,8  | 1,4   | 9,6   | 16,8 | 19,3 | 16,8 | 9,9  | 0,7   | −10,6 | −20,3 | −0,6  |
| Средний суточный минимум, °C                                       | −28,9 | −26,6 | −18   | −6,4  | 1,8   | 8,9  | 12,0 | 9,2  | 1,8  | −6,5  | −17   | −26,3 | −8    |
| Абсолютный минимум, °C                                             | −45,5 | −47,6 | −38,9 | −25,4 | −12,1 | −4,6 | 0,3  | −4   | −12  | −32,7 | −38,3 | −42,4 | −47,6 |
| Норма осадков, мм                                                  | 3     | 4     | 3     | 5     | 36    | 117  | 80   | 51   | 31   | 8     | 7     | 7     | 353   |
| Источник: www.weatheronline.co.uk, Абсолютные минимумы и максимумы |       |       |       |       |       |      |      |      |      |       |       |       |       |

## Социально-экономические показатели

### Экономика
Структура экономики округа сложилась ещё в советский период. Сельское хозяйство остаётся основной отраслью в жизнедеятельности округа. Переход к рыночной экономике сопровождался ущербом всей экономике аграрного региона. Сокращение поголовья скота, посевных площадей, изношенность техники, диспаритет цен, неподготовленность селян отбросили социально-экономическое развитие округа на несколько лет назад[непонятно, что имеется в виду]. После периода восстановления промышленность округа находится на стадии развития и связана в основном с переработкой сельскохозяйственного сырья.

## Образование

### ВУЗы
- Агинский филиал Бурятского государственного университета (674460, Комсомольская ул., д. 22) (закрыт в 2016 году)
- Агинский филиал Забайкальского государственного гуманитарно-педагогического университета им. Н. Г. Чернышевского (687000, п. Агинское, Комсомольская ул., д. 24) (закрыт в 2009 году )

### СУЗы
- Агинский педагогический колледж им. Базара Ринчино
- Агинский медицинский колледж им. Чимитдоржиева В. Л.

### Школы
- Агинская окружная гимназия-интернат
- Агинская средняя общеобразовательная школа № 1
- Агинская средняя общеобразовательная школа № 2
- Агинская средняя общеобразовательная школа № 3
- Агинская средняя общеобразовательная школа № 4
- Агинская средняя общеобразовательная школа № 5

## Известные уроженцы
- Бато-Жаргал Жамбалнимбуев — аудитор Счётной палаты Российской Федерации, член Совета Федерации Российской Федерации с 2001—2013 гг.
- Жамсуев, Баир Баясхаланович (род. 1959) — Глава администрации Агинского Бурятского автономного округа с 1997 по 2008 год, член Совета Федерации Федерального Собрания Российской Федерации.
- Тимур Гонгорович Тучинов (род. 26 октября 1987) — российский стрелок из лука — паралимпиец, двукратный Паралимпийский чемпион 2012: в личном и командном зачётах по стрельбе из лука. Многократный чемпион России, Европы и мира. Заслуженный мастер спорта России по стрельбе из лука (2012).
- Цыбикова, Алла Ойдоповна (1951—1998) — член Союза художников России, заслуженный художник Российской Федерации.
- Цыденжапов, Алдар Баторович (1991—2010) — Герой Российской Федерации (2010), матрос Тихоокеанского флота ВМФ России.
- Цыдыпов, Балдан Баирович (род. 1998) ― Герой Российской Федерации (2022), командир мотострелкового взвода 5-й отдельной гвардейской танковой Тацинской бригады.
- Шулунова, Клавдия Доржиевна ― советская бурятская певица, Народная артистка Бурятской АССР, Заслуженная артистка РСФСР, ветеран Бурятского национального театра песни и танца «Байкал».
- Кокорич, Михаил Валерьевич ― предприниматель в космической области.

## Почтовый адрес
687000, Забайкальский край, Агинский Бурятский округ, Агинский район, пгт Агинское

## Галерея
- Скульптура «Бальжин-хатан» на въезде в поселок.
- Будамшуу. Скульптор — Геннадий Васильев